# Seznam evroposlancev iz Madžarske
Seznam evroposlancev iz Madžarske je krovni seznam.

## Seznami
- seznam evroposlancev iz Madžarske (2004-2009)
- seznam evroposlancev iz Madžarske (2009-2014)
- poimenski seznam evroposlancev iz Madžarske